# Crisis de los rehenes en Irán
La crisis de los rehenes en Irán se desarrolló en un periodo de 444 días, durante el cual un grupo de estudiantes iraníes tomó como rehenes 66 diplomáticos y ciudadanos de los Estados Unidos de América. La crisis empezó el 4 de noviembre de 1979 y se prolongó hasta el 20 de enero de 1981.

## Toma de la embajada

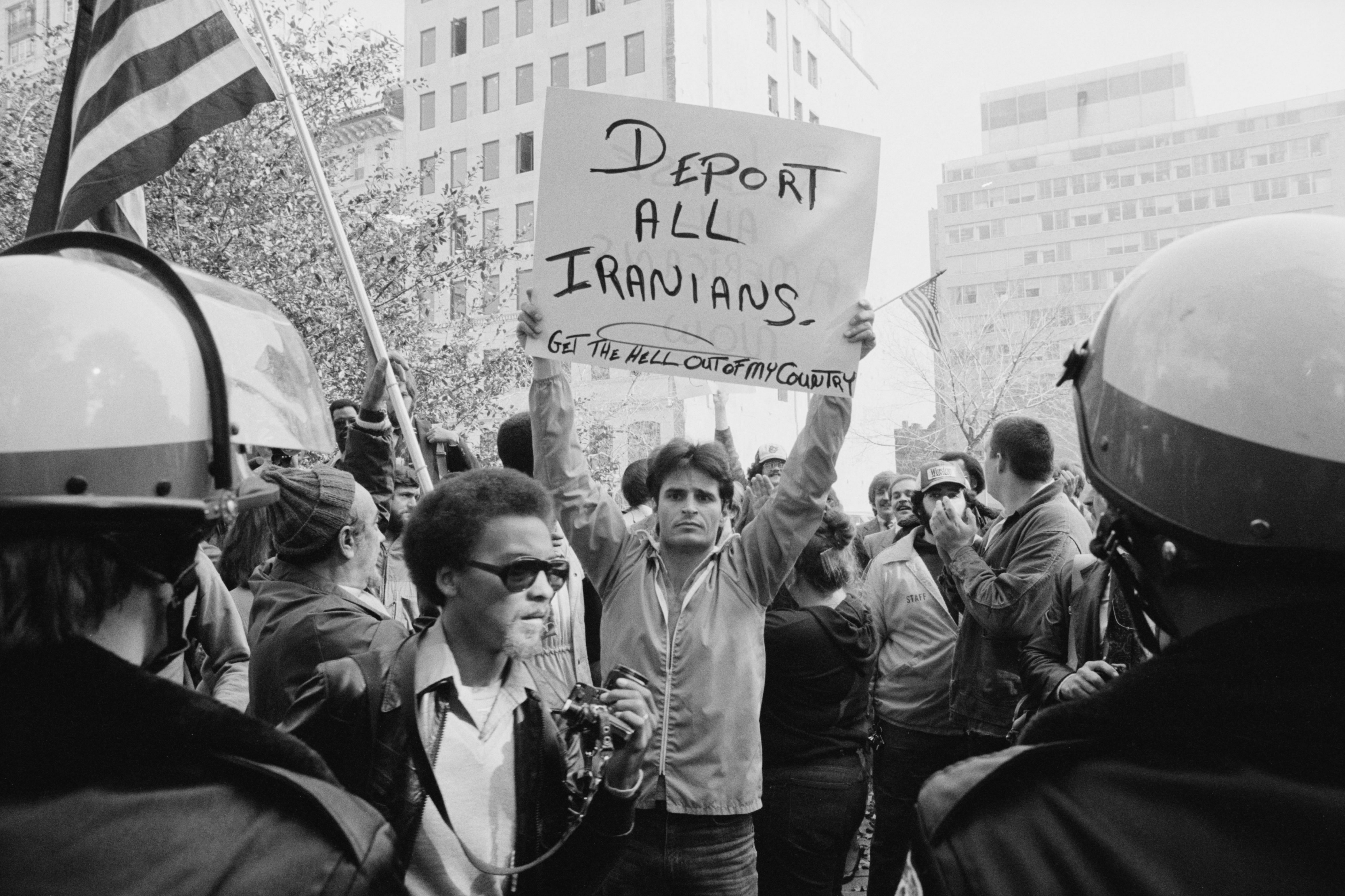
Protesta en Washington D. C..
El cartel dice: Deporten a todos los iraníes.

El 22 de octubre de 1979 el sah de Irán, Mohammad Reza Pahlevi, viajó a Nueva York para ser sometido a un tratamiento contra el cáncer. El 1 de noviembre, el nuevo líder de Irán, el clérigo islamista chiita, el ayatolá Ruhollah Jomeini, encabezó una revolución islamista que buscaba un nuevo gobierno, argumentando que el Sah era un "títere" de los intereses de Estados Unidos y que debía ser depuesto para imponer un nuevo gobierno, una república de carácter teocrático.  
El 4 de noviembre la embajada estadounidense de Irán fue rodeada por un grupo de alrededor de 500 estudiantes iraníes seguidores de la revolución islamista (aunque los números varían entre 300 y 2000). Cincuenta y dos estadounidenses fueron tomados como rehenes durante 444 días (del 4 de noviembre de 1979 al 20 de enero de 1981), mientras que seis diplomáticos lograron escapar de la embajada durante la toma, los cuales fueron refugiados por el embajador canadiense y su esposa en su residencia hasta su rescate (con un plan aparte del diseñado para quienes quedaron en la embajada). Tres funcionarios de alto nivel, el encargado de negocios Bruce Laingen, el jefe de misión adjunto Victor L. Tomseth y Mike Howland, permanecieron como rehenes en el Ministerio de Relaciones Exteriores iraní. El Presidente Carter llamó a las víctimas del secuestro "víctimas del terrorismo y la anarquía" y añadió que Estados Unidos no iba a ceder al chantaje.
A menudo, el movimiento islamista mostraba a los rehenes con los ojos vendados a la población local y a las cámaras de televisión. Los rebeldes islamistas dijeron que los ciudadanos cautivos serían liberados únicamente a cambio de la extradición del Sha a Irán para ser juzgado por "crímenes contra el pueblo iraní" en consonancia con las palabras del líder islamista, el ayatolá Jomeini, clérigo islamista chiita de línea dura, con una retórica fuertemente  antiestadounidense, denominando repetidas veces al gobierno estadounidense como "el Gran Satán" y "el enemigo del Islam".

## Reacción estadounidense

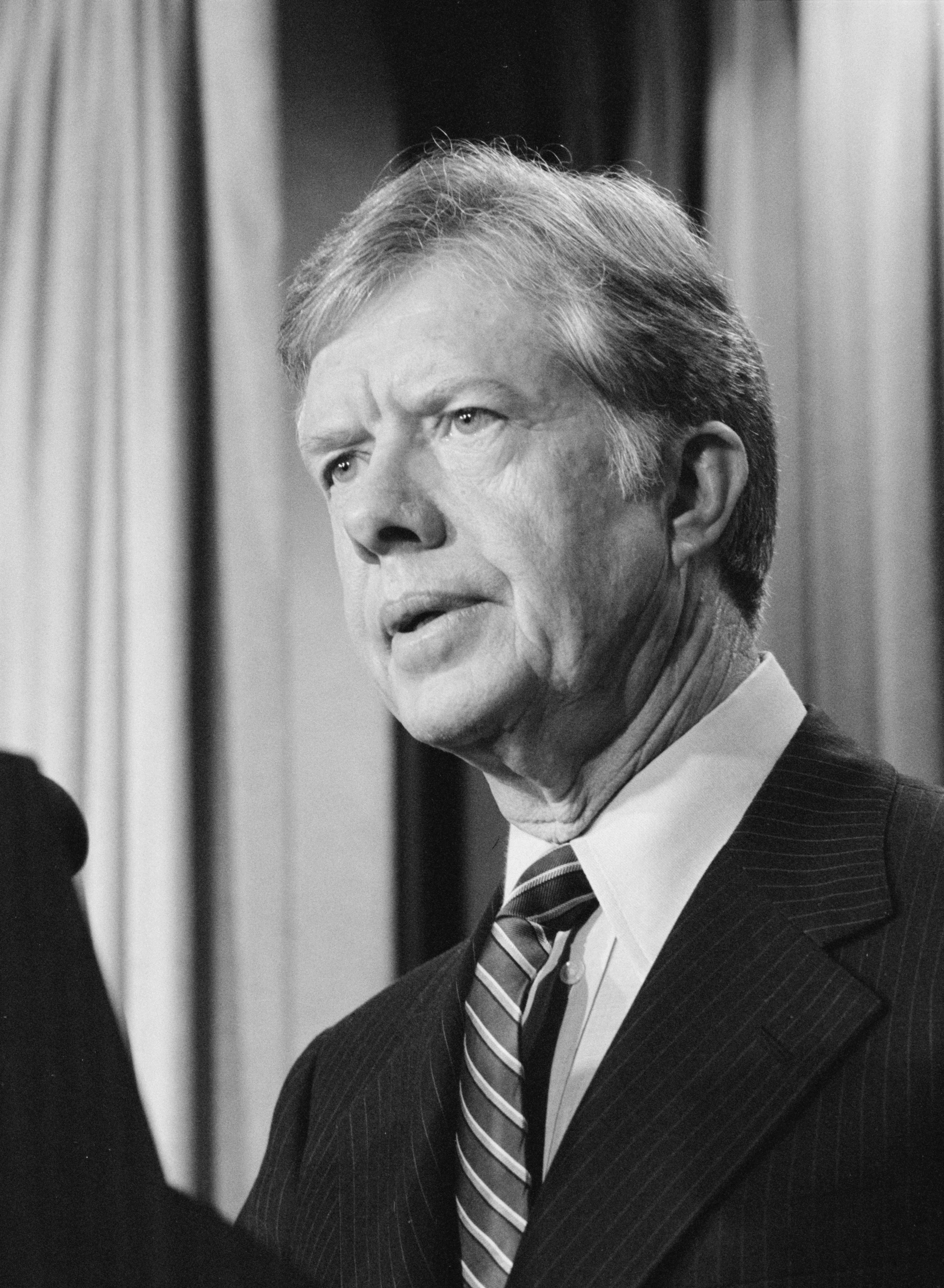
Carter en 1980.

La crisis fue descrita por los medios occidentales como una "venganza e incomprensión mutua". En Irán, la toma de rehenes fue ampliamente vista como un golpe contra los Estados Unidos y su influencia en Irán por los seguidores del Ayatolá Jomeini, en lo que la facción islamista denominaba como intentos de socavar la percepción de la revolución iraní, y su permanente apoyo del recientemente derrocado Shah Mohammad Reza Pahlevi de Irán. Después de su derrocamiento, al Sha se le permitió viajar a los EE. UU. para recibir tratamiento médico. Los rebeldes islamistas exigían que EE. UU. extraditara al Shah de nuevo a Irán para juzgarlo por crímenes cometidos por su gobierno durante su reinado sobre los ciudadanos comunes con la ayuda de su policía secreta, la SAVAK. En Irán, el asilo otorgado por los EE. UU. para el Shah fue visto como un acto de complicidad.
En los Estados Unidos, y en general Occidente ven la toma de rehenes como un atropello por parte del movimiento islamista que violaba el principio de derecho internacional sobre la inmunidad e inviolabilidad de los diplomáticos y sus embajadas.
Carter rehusó ceder a las demandas, Jomeini utilizó la situación para consolidar su poder y anular los desafíos del ala moderada de su gobierno, encabezada por su presidente. La euforia por la humillación a la nación más poderosa distrajo al pueblo iraní de las dificultades económicas de su país. Carter, en abril de 1980, rompió relaciones diplomáticas con Irán e impuso un embargo comercial, exceptuando medicinas y alimentos. Los fondos iraníes en EE. UU. quedaban congelados y contabilizados para indemnizar a los rehenes al ser liberados y pagar las demandas de las empresas estadounidenses contra Irán.
Un problema de relaciones internacionales se convirtió en un problema electoral. Su principal contrincante, el republicano Ronald Reagan, acusaba a Carter de “estar equivocado desde el principio”. Reagan declaró: "Los rehenes no debieron estar cautivos seis días, mucho menos seis meses."

## Intento de rescate
En realidad, el 9 de noviembre de 1979, apenas cinco días después del secuestro del personal de la embajada, Carter ordenó a sus asesores pensar en opciones militares, entre ellas una misión de rescate. Diez días después, el informe estaba en su escritorio. Se propuso bombardear algunas instalaciones petrolíferas de Irán, bloquear el país por mar y llevar a cabo ataques aéreos. Pero, tras la entrada del Ejército Rojo en Afganistán en diciembre de 1979, la Administración no lo consideró oportuno, máxime recordando que una de las razones que llevó al Ejército soviético a Afganistán fue el temor a una intervención directa de EE. UU. en Irán. Optaron por la opción con menos bajas colaterales. Autorizó a la unidad antiterrorista Luz Azul a planear y entrenarse para la misión. Quería agotar las posibilidades de una solución diplomática. Carter declaró el 8 de enero, en una conferencia de prensa, que descartaba cualquier intento de rescate porque "seguramente fracasaría... y los rehenes morirían". A petición de Carter, el general Omar Torrijos Herrera, jefe de Gobierno de la República de Panamá, recibió a Pahlevi el 15 de diciembre.
La información sobre la Embajada y sus captores aumentó gracias a las declaraciones de los trece rehenes liberados en noviembre por los iraníes y por las noticias que suministraban los agentes encubiertos. Las autoridades estadounidenses recibieron varias ofertas. La unidad antiterrorista alemana GSG 9 se ofreció para situar agentes en un equipo de la TV alemana invitado a visitar la embajada. El SAS británico brindó su asistencia con información previa a la misión. Las dos ofertas fueron rechazadas.
El 11 de abril de 1980, Carter ordenó iniciar la misión de rescate. Involucraría los cuatro cuerpos de las fuerzas militares: ejército, fuerza aérea, marina e infantería de marina.

### Operación Garra de Águila
Carter aprobó una misión secreta de rescate, que resultó ser un fracaso: la operación Garra de Águila (Eagle Claw) estuvo dirigida por el coronel Charles Alvin Beckwith, de las fuerzas especiales.
Diseñó la operación en dos partes: Un grupo se dedicaría exclusivamente a rescatar los rehenes, mientras el otro realizaría ataques de distracción. Seis aviones de transporte C-130 Hércules despegarían de una base aérea egipcia, circunvalarían la península arábiga y aterrizarían en un punto del desierto iraní, cuyo nombre en clave era Desierto Uno, 400 km al suroeste de Teherán. Ahí se les unirían ocho helicópteros, procedentes del portaaviones Nimitz en el cercano golfo Pérsico, que llevarían a los comandos -una fuerza selecta de 90 voluntarios- a la capital, donde el aterrizaje y asalto se coordinarían con marines que llegarían en camiones camuflados con emblemas del ejército iraní. Los pesados vehículos derribarían las puertas del recinto. Tres helicópteros aterrizan en el edificio de la embajada, cubiertos por las ametralladoras de otros tres helicópteros que sobrevuelan el lugar. Noventa soldados de elite desembarcan y se unen a los escuadrones de marines en camiones. Vencen fácilmente a los guardias y liberan a los rehenes. Otro grupo saca tres rehenes que tienen separados en el cercano Ministerio del Interior iraní. Mientras los milicianos iraníes se disparan en medio de la confusión, el comando lleva a los rehenes a abordar los helicópteros. Los rehenes liberados y los comandos viajarían en los helicópteros a Desierto Uno, donde abordarían los aviones de transporte para volar hacia Egipto, a salvo. Tras reabastecerse en los C-130, los helicópteros regresarían al portaaviones.

#### Reajustes
El plan sufrió reajustes. Los helicópteros RH-53 no poseían el alcance suficiente para volar desde Omán o desde un portaaviones hasta el emplazamiento elegido cerca de Teherán, donde debían repostar tomando el combustible de los tanques de goma arrojados por transportes Lockheed C-130. Las pruebas de lanzamiento de estos tanques se retrasaron y resultaron un fracaso. Modificaron el plan de nuevo. En vez de trasladarse a bordo de los helicópteros, la Fuerza Delta volaría hasta el lugar de cita en tres MC-130 Hercules mientras los helicópteros se dirigían hacia el punto de encuentro directamente desde el portaaviones, reaprovisionados desde tres EC-130 Hercules. Los tres EC-130 pertenecían al 7.° ACCS, mientras que los MC-130 se reclamarían a los Escuadrones de Operaciones Especiales 1, 7 y 8, con bases, respectivamente, en Filipinas, Alemania y Florida. 
El plan de rescate tomó forma. Una cita en el desierto, a casi 490 km al sur de Teherán era la alternativa. Tres hombres demostraron el 31 de marzo que era posible aterrizar y despegar en ese sitio. Este punto pasó a denominarse como Desierto Uno y a él transportarían a la Fuerza Delta, allí transbordaría de los MC-130 a los RH-53, que deberían repostar previamente en ese mismo lugar. Después los helicópteros volarían a unos 80 km al sudeste de la capital iraní, para llegar allí aproximadamente una hora antes de rayar el día. Los RH-53 volarían a continuación hasta un segundo escondite. Después de descansar durante el día, la Fuerza Delta llegaría con las primeras horas de la tarde a Teherán en camión, desechando la escandolosa llegada en helicópteros que no habría pasado desapercibida. Los rehenes serían liberados por asalto directo y evacuados al estadio de fútbol donde los recogerían los RH-53. Dos AC-130 Hercules permanecerían a la espera, uno de ellos en vuelo sobre el aeropuerto internacional Mehrabad para impedir que los dos F-14 Tomcat allí basados pudiesen despegar y el otro sobre la Embajada, listo para detener cualquier intento acorazado iraní. Después de ser evacuados, los edificios serían destruidos por el Hercules para no dejar detrás nada que pudiese utilizarse como propaganda. En el estadio, la Fuerza Delta y los rehenes embarcarían en los helicópteros y volarían hacia un aeródromo abandonado a medio camino entre Teherán y la ciudad santa de Qom. En una ocasión los estadounidenses consideraron la evacuación de rehenes y comandos desde el estadio a bordo de un Hercules equipado con despegue asistido por cohetes, pero el plan fue abandonado al estrellarse el avión de prueba.
El aeródromo se habría asegurado mediante una fuerza, con los efectivos de una compañía de los US Army Rangers y estos hombres, junto con los rehenes y la Fuerza Delta serían trasladados a Omán en avión. Durante todas las fases de la Operación, la Fuerza Delta podía solicitar ayuda aérea del portaaviones USS Nimitz (CVN-68) que habría enviado sus A-6 Intruder y Vought A-7 Corsair II de ataque y con interferidores electrónicos Grumman EA-6B Prowler, con cobertura superior de los Grumman F-14 Tomcat. Un McDonnell Douglas C-9 Nightingale de evacuación sanitaria habría estado a la espera por si se producían bajas.

#### Movilización
A finales de 1979 seis RH-53 fueron transportados a la isla Diego García, en el Océano Índico. Allí se montaron y probaron en vuelo antes de ser embarcados en el portaaviones Kitty Hawk que estaba destacado en el Mar arábigo. En enero del siguiente año fueron transferidos al Nimitz, que llevaba otros dos. Carter aprobó el inicio de la Operación el 16 de abril y la Fuerza Delta voló desde la base aérea de Pope a la de Fráncfort del Meno el 20 de abril. Allí la fuerza recibió otros 13 hombres cuya tarea sería rescatar los rehenes mantenidos dentro del edificio de Asuntos Exteriores. Después volaron a Egipto, para llegar la mañana del 21 de abril. Aunque la misión iba a controlarse desde Egipto, donde se disponía de instalaciones de comunicación por satélite, se partiría desde una isla en la costa de Omán.
A bordo del Nimitz se encontraban los A-7 Corsair del VA-82 y del VA-86, los A-6 Intruder del VA-35, los F-14 Tomcat del VA-41 y del VF-84, así como varios Prowler, Vikings, McDonnell Douglas Skywarrior y Grumman Hawkeye. El Coral Sea embarcaba los A-7 del VA-27 y VA-97, así como los F-4N Phantom del VFMA-323.
Por la tarde del jueves 24 de abril, los C-130 despegaron de Egipto para cruzar Irán en vuelo rasante, y evitar ser detectados por los radares. La operación estaba planeada de una forma tan compleja, que necesitó la colaboración de Egipto, Omán, Baréin, Turquía e Israel.
Ese 24 de abril, los 132 hombres del equipo emprendieron el vuelo rumbo a Desierto Uno a bordo de los tres MC-130. La fuerza la formaban 93 hombres de Delta, los 13 del equipo de rescate del edificio de Asuntos Exteriores, una docena de conductores y otra docena de hombres para vigilar las carreteras y dos ex-generales iraníes. El primer MC-130 despegó una hora antes que el resto de la Fuerza, y cruzó la costa iraní a 120 m de altura. El avión llegó a Desierto Uno y conectó una radiobaliza dejada por el avión de exploración, antes de aterrizar y desplegar el equipo de vigilancia de carretera. Pero antes que el MC-130 pudiese volver a despegar llegó a la escena un autobús iraní con 43 pasajeros civiles. Fue detenido, registrado y los civiles apresados. Poco después llegaba un camión que, tras ignorar las órdenes de detenerse, fue destruido por un arma ligera contracarro M72. El conductor consiguió escapar en un automóvil.
Los ocho RH-53D tenían que llegar unos treinta minutos después del último Hercules. Pero finalmente llegaron desde todos los puntos cardinales y escalonados con retrasos de entre 60 y 90 minutos. Sólo seis consiguieron llegar además, al verse obligado a aterrizar en ruta uno de ellos por temor a una rotura de pala y otro por abortar la misión tras perder parte del sistema de control de vuelo y algunos instrumentos al ser sorprendido por una tormenta de arena. El resto de la formación hubo de volar entre nubes de polvo en suspensión y los dos de la cabeza incluso se vieron forzados a tomar tierra en el desierto y esperar durante 20 minutos a que mejoraran las condiciones.

#### Cambio de plan y fracaso
Mientras se reabastecían de combustible en el desierto, detectaron un problema hidráulico en otro helicóptero. No podía repararse y usarlo era arriesgarse a un fallo completo del sistema de control de vuelo. El coronel a cargo se enfrentó a un dilema: el mínimo indispensable para rescatar a los rehenes se había fijado en seis helicópteros; tenía sólo cinco. Solicitó autorización para continuar la misión. Carter ordenó el abandono de la misión.
Aunque en el plan original los RH-53D iban a ser abandonados, se decidió no dejarlos en Desierto Uno. Pero los Hercules habían gastado mucho combustible después de permanecer tres horas en funcionamiento. El primero de los RH-53D llegados necesitaba una carga completa de combustible, que había agotado para llegar hasta el Nimitz. Después despegó en medio de una nube de arena para virar ligeramente al pasar sobre el ala de uno de los cisternas EC-130. Una pala del rotor principal rozó el fuselaje y lo cortó causando una gran explosión cuyas llamas envolvieron a las dos aeronaves. Las detonaciones de la munición dificultaron la evacuación de los supervivientes e impidieron recuperar los cuerpos de los tres muertos en el helicóptero y los cinco más fallecidos en el EC-130. Fueron dañados más helicópteros. Todo el personal embarcó en los Hercules y abandonaron los RH-53D, ya que los cisternas no disponían de combustible ni siquiera para incendiarlos. La Fuerza Delta regresó en vuelo a Masirah, donde los hombres fueron transferidos a un C-141 StarLifter y a un C-9A. Los aviones volaron entonces a Ramstein en la República Federal de Alemania, después de repostar en Baréin.
En total murieron cinco tripulantes de un C-130, y tres marines del RH-53. Otros cuatro soldados sufrieron quemaduras graves. Los cuerpos se abandonaron cuando tuvieron que hacer frente a los iraníes armados que aparecieron en Desierto Uno. Los comandos se apiñaron en los C-130 restantes para salir apuradamente. Los cadáveres de algunos de estos soldados fueron expuestos en las calles de Teherán durante protestas callejeras delante de cámaras de televisión que emitían para todo el mundo. Los aparatos que habían tomado parte de la misión fueron olvidados por los iraníes, aunque posteriormente los mostrarían a los medios de comunicación. El secretario de Estado de Carter dimitió por oponerse a la misión. Después del fracaso los militantes iraníes dispersaron a los rehenes en varios lugares de la capital para imposibilitar otra misión de rescate.
Carter apareció en la televisión y ante todo el país se responsabilizó del fracaso. "Fue mi decisión intentar la misión de rescate", declaró, "y fue mi decisión cancelarla cuando surgieron problemas".

### Segundo intento
Un segundo intento de rescate fue planificado usando un Hercules YMC-130 modificado. Equipado con motores a propulsión en su parte delantera y trasera para permitir un aterrizaje y un despegue sumamente cortos, en apenas lo que ocupa un estadio de fútbol. Tres aviones fueron modificados conforme a un programa apresurado y de alto secreto conocido como Deporte Creíble. Uno de estos aviones se estrelló durante una demostración en Florida (Base auxiliar 3 de las Fuerzas Aéreas) el 29 de octubre de 1980 cuando el sistema de aterrizaje (frenaba gracias a los cohetes) fue encendido demasiado pronto causando un aterrizaje brusco que arrancó un ala, para incendiarse posteriormente. Toda la tripulación sobrevivió. Pero esto condujo a un abandono del proyecto. Los dos aviones que no fueron probados se devolvieron al ejército regular sin los cohetes.

## Resolución de la crisis
En 1980, la muerte del Sha (el 27 de julio) y la invasión de Irak por parte de Irán en septiembre hizo a Irán más propenso a la resolución de la crisis de los rehenes.
En EE. UU., Carter perdió en noviembre de 1980 la reelección presidencial en beneficio de Ronald Reagan. La mayor parte de los analistas creen que los errores de Carter al intentar solucionar la crisis desempeñaron un papel importante en su derrota.
La Cámara de Representantes estadounidense dirigió un mensaje a Irán instándole a reconsiderar el problema de los rehenes. El Parlamento contestó que EE. UU. debía asumir las responsabilidades financieras y económicas derivadas de las acciones de Mohammad Reza Pahlevi: devolución de los fondos del Sah, cancelación de las demandas contra Irán, descongelamiento de los cuantiosos fondos iraníes en bancos estadounidenses y la promesa de no intervenir en los asuntos internos iraníes. Ronald Reagan, el candidato presidencial republicano, aseguró que aceptaría tres de esas condiciones y dejaría la decisión sobre los fondos a nombre del Sah en manos de los tribunales.
Los rehenes fueron enviados a la base aérea de Fráncfort del Meno en la RFA, donde fueron recibidos por el ya expresidente Jimmy Carter (como emisario de la administración Reagan), y desde allí tomaron otro vuelo a Washington D. C., donde recibieron la bienvenida como héroes.

## Cultura popular
La película Argo (2012), dirigida y protagonizada por Ben Affleck, desarrolla su trama durante la crisis de los rehenes, centrándose principalmente en el plan para rescatar y sacar de Irán a los 6 diplomáticos que lograron escapar de la embajada durante la toma de rehenes, los cuales fueron refugiados por el embajador canadiense y su esposa en su residencia hasta su rescate. Durante los créditos finales del film se pueden ver varias imágenes reales de la crisis junto con las recreadas para la película, mostrando incluso a los protagonistas de los hechos reales y a sus contrapartes de ficción.
Esta película ganó el Óscar a la mejor película del año en 2012.
En el videojuego Call Of Duty: Black Ops Cold War, las dos primeras misiones consisten en capturar o matar a dos iraníes que tuvieron un papel importante en la crisis de los rehenes.

## Supuesta participación de Mahmud Ahmadineyad

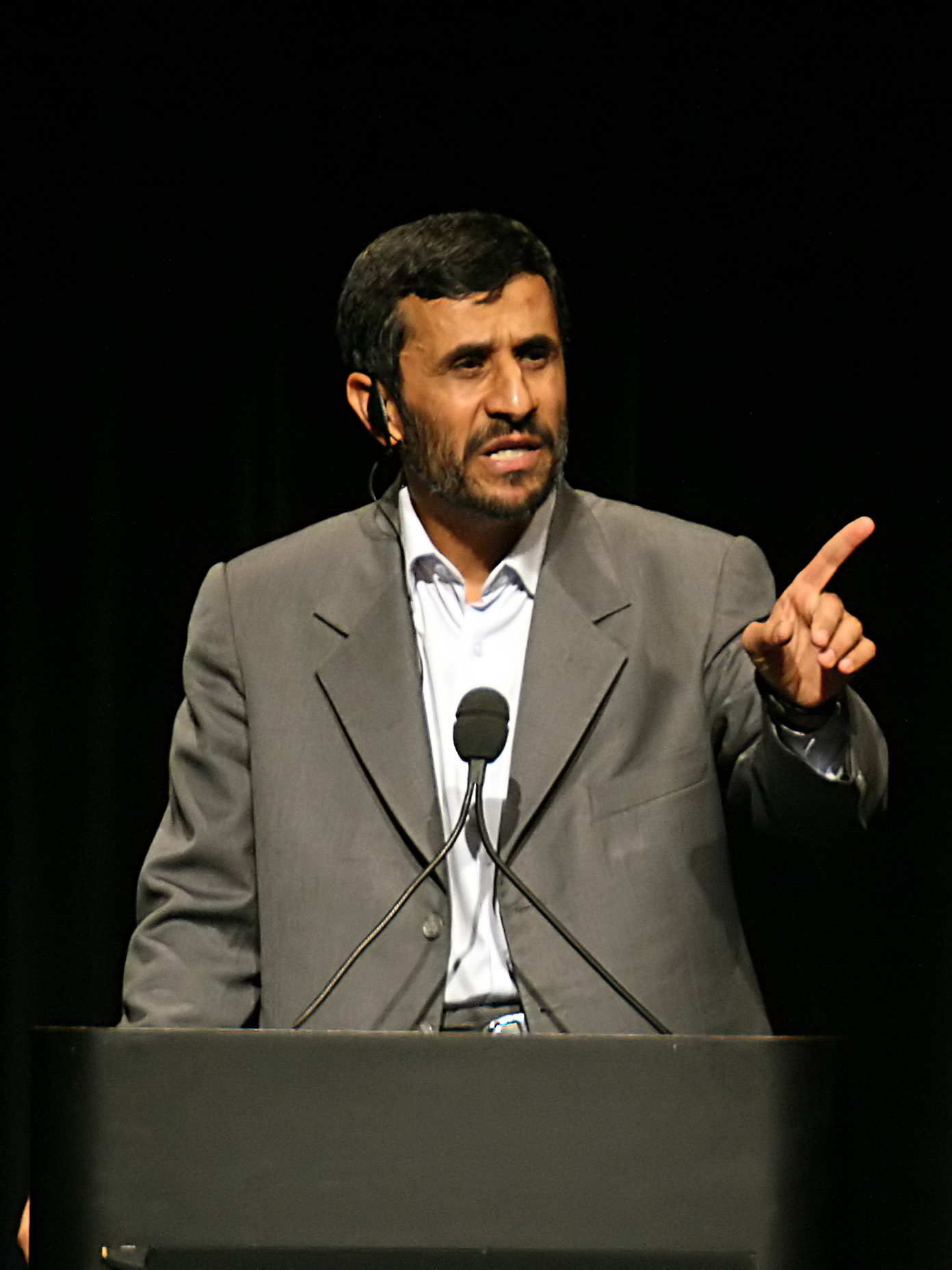
Mahmoud Ahmadinejad.

Algunos rehenes han reconocido a Mahmud Ahmadineyad —elegido presidente de Irán en 2005— como uno de los asaltantes. Ahmadineyad era entonces estudiante universitario en Teherán y miembro de la organización estudiantil que planificó la toma de rehenes pero, según su entorno, estaba más preocupado en atacar a los soviéticos que a los estadounidenses. El líder de los estudiantes que irrumpieron el 4 de noviembre de 1979 en la Embajada aseguró que el presidente electo se opuso: «No formó parte de nuestro grupo. No desempeñó ningún papel en el ataque, y mucho menos en la seguridad».